# 竹节草孢堆黑粉菌
竹节草孢堆黑粉菌（学名：Sporisorium andropogonis-aciculati）是属于黑粉菌目黑粉菌科孢堆黑粉菌属的一种真菌，寄生在竹节草上。该种分布于中国、菲律宾、斯里兰卡等地。